# Bazet
Bazet é uma comuna francesa na região administrativa de Occitânia, no departamento dos Altos Pirenéus. Estende-se por uma área de 2,84 km², Em 2010 a comuna tinha 1 800 habitantes (densidade: 633,8 hab./km²)..